# Athos Schwantes
 Athos Marangon Schwantes (né le 13 février 1985 à Curitiba) est un escrimeur brésilien, dont l'arme de prédilection est l'épée.

## Biographie
Il est le fils de Ronaldo Vadson Schwantes, le premier escrimeur brésilien à remporter une médaille en escrime lors des Jeux panaméricains de 1975. 

## Carrière sportive
Il fut champion du Brésil à trois reprises (en 2004, 2009 et 2011).
Il a participé aux Jeux olympiques de 2012.